# Су Косу (Нуоро)
Су Косу је насеље у Италији у округу Нуоро, региону Сардинија.
Према процени из 2011. у насељу је живело 84 становника. Насеље се налази на надморској висини од 357 м.